# Överrhenska kretsen

Överrhenska kretsens läge i Tysk-romerska riket.

Överrhenska kretsen var en av de tio rikskretsarna i det forna Tysk-romerska riket, bestod av två huvuddelar på ömse sidor om Rhen, skilda av Kurrhenska kretsen. Kretsen omfattade ett stort antal ständer, av vilka kan nämnas hertigdömet Lothringen,
biskopsstiften Worms, Speier, Basel och Fulda,
furstendömena Simmern, Lautern och Veldenz, Pfalz-Zweibrücken, Hessen-Kassel, Hessen-Darmstadt och Hersfeld, grevskapen Sponheim, Salm, Nassau, Waldeck, Hanau, Solms, Isenburg, Leiningen, Wittgenstein och Falkenstein samt riksstäderna Worms, Speier, Frankfurt, Friedberg
och Wetzlar.
De kretsutskrivande direktorerna, d. v. s. de, som sammankallade kretsens ständer till kretsdagar, var biskopen av Worms och kurfursten av Pfalz (i egenskap av furste av Simmern). Kretsdagar hölls först i Worms, men sedan början av 1700-talet i Frankfurt. Genom westfaliska freden samt genom fredssluten i Nijmegen, Rijswijk och Baden förlorade kretsen småningom de väster om Rhen belägna landskapen. I freden i Lunéville (1801) föll återstående delen av de på vänstra Rhenstranden belägna områdena till Frankrike, och återstoden av nederrhenska eller kurrhenska kretsen uppgick i överrhenska kretsen.

## Källa
Den här artikeln är helt eller delvis baserad på material från Nordisk familjebok, Öfverrhensksa kretsen, 1904–1926.